# Dzień Kuriera i Przewoźnika
Dzień Kuriera i Przewoźnika – polskie święto branżowe obchodzone corocznie 29 września z inicjatywy przedsiębiorstw kurierskich (od 2004 roku). Tego dnia Kościół katolicki w Polsce wspomina św. Gabriela Archanioła, patrona kurierów i doręczycieli.